# Liste de gares en Tchéquie
La liste de gares en Tchéquie, est une liste non exhaustive de gares ferroviaires du réseau des chemins de fer en Tchéquie.

## Liste par ordre alphabétique

### B
- Gare de Beroun (cs)
- Gare centrale de Brno (Brno hlavní nádraží)
- Gare de Brno-Černovice (cs)
- Gare de Brno-Chrlice
- Gare de Brno-dolní (cs)
- Gare de Brno-Horní Heršpice (cs)
- Gare de Brno-Královo Pole (cs)
- Gare de Brno-Lesná
- Gare de Brno-Řečkovice (cs)
- Gare de Brno-Slatina (cs)
- Gare de Brno-Starý Liskovec (cs)
- Gare de Brno-Židenice (cs)

### C
- Gare de Cheb (cs)

### D
- Gare centrale de Děčín (cs) (Děčín hlavní nádraží)

### H
- Gare centrale de Hradec Králové (cs) (Hradec Králové hlavní nádraží)

### J
- Gare de Jistebník

### L
- Gare de Liberec (cs)

### M
- Gare de Moravské Bránice

### O
- Gare centrale d'Olomouc (Olomouc hlavní nádraží)
- Gare d'Opatovice nad Labem (cs)
- Gare d'Opatovice nad Labem-Pohřebačka (cs)
- Gare centrale d’Ostrava (Ostrava hlavní nádraží)

### P
- Gare centrale de Pardubice (cs) (Pardubice hlavní nádraží)
- Gare centrale de Plzeň (cs) (Plzeň hlavní nádraží)
- Gare centrale de Prague (Praha hlavní nádraží)
- Gare de Prague-Holešovice
- Gare de Prague-Libeň (cs)
- Gare de Prague-Masaryk

### U
- Gare centrale d'Ústí nad Labem (cs) (Ústí nad Labem hlavní nádraží)